# (558) Carmen
(558) Carmen es un asteroide perteneciente al cinturón de asteroides descubierto el 9 de febrero de 1905 por Maximilian Franz Wolf desde el observatorio de Heidelberg-Königstuhl, Alemania.
Está nombrado por Carmen, un personaje de la ópera homónima del compositor francés Georges Bizet (1838-1875).